# Coppa dell'Imperatore 1992
La Coppa dell'Imperatore 1992 è stata la settantaduesima edizione della coppa nazionale giapponese di calcio.

## Squadre partecipanti
Coppa Yamazaki Nabisco
- Gamba Osaka
- JEF United
- Nagoya Grampus
- Kashima Antlers
- Sanfrecce Hiroshima
- Shimizu S-Pulse
- Urawa Reds
- Verdy Kawasaki
- Yokohama Flügels
- Yokohama Marinos

Squadre regionali
- Chūō Bōhan (Kantō)
- Doshisha University (Kansai)
- Fujita (Kantō)
- Fujitsu (Kantō)
- Fukuoka Daigaku (Tokai)
- Honda Motor (Tokai)
- Ẽfini Sapporo (Hokkaidō)
- Kanazawa Club (Koshinetsu)
- Kawasaki Steel (Chūgoku)
- Keiō Gijuku Daigaku (Kantō)
- Kyoto Shiko (Kansai)
- Mitsubishi Motors Mizushima (Chūgoku)
- NEC Yamagata (Tohoku)
- NKK (Kantō)
- Nippon Steel (Kyūshū)
- Osaka Shodai (Kansai)
- Otsuka Pharma (Shikoku)
- Toho Titanium (Kantō)
- Toshiba (Kantō)
- Yamaha Motors (Tokai)
- Yanmar Diesel (Kansai)
- YKK AP (Koshinetsu)

## Date
| Turno            | Data             |                 |
| ---------------- | ---------------- | --------------- |
| Primo turno      | 5 dicembre 1992  |                 |
| Secondo turno    | 6 dicembre 1992  |                 |
| Quarti di finale | 20 dicembre 1992 |                 |
| Semifinali       | 23 dicembre 1992 |                 |
| Finale           | 1º gennaio 1993  | 1º gennaio 1993 |

## Risultati

### Primo turno
| Squadra 1           | Risultato                     | Squadra 2                   |
| ------------------- | ----------------------------- | --------------------------- |
| Verdy Kawasaki      | 2 - 0                         | Fukuoka Daigaku             |
| Yamaha Motors       | 4 - 0                         | Toho Titanium               |
| Sanfrecce Hiroshima | 2 - 0                         | Doshisha University         |
| Gamba Osaka         | 5 - 0                         | Mitsubishi Motors Mizushima |
| Urawa Reds          | 2 - 1                         | Ẽfini Sapporo               |
| YKK AP              | 0 - 4                         | Fujitsu                     |
| NKK                 | 2 - 3                         | Yanmar Diesel               |
| Nippon Steel        | 1 - 8                         | Kashima Antlers             |
| Nagoya Grampus      | 1 - 3                         | Fujita                      |
| Honda Motor         | 1 - 0                         | NEC Yamagata                |
| Keiō Gijuku Daigaku | 3 - 2                         | Kyoto Shiko                 |
| Otsuka Pharma       | 0 - 3                         | JEF United                  |
| Kanazawa Club       | 0 - 8                         | Yokohama Marinos            |
| Osaka Shodai        | 3 - 4                         | Yokohama Flügels            |
| Chūō Bōhan          | 0 - 0 (d.t.s.) 6 - 5 (d.c.r.) | Toshiba                     |
| Kawasaki Steel      | 0 - 3                         | Shimizu S-Pulse             |

### Secondo turno
| Squadra 1        | Risultato      | Squadra 2           |
| ---------------- | -------------- | ------------------- |
| Verdy Kawasaki   | 1 - 0          | Yamaha Motors       |
| Gamba Osaka      | 3 - 2 (d.t.s.) | Sanfrecce Hiroshima |
| Fujitsu          | 0 - 3          | Urawa Reds          |
| Kashima Antlers  | 2 - 1          | Yanmar Diesel       |
| Honda Motor      | 1 - 3          | Fujita              |
| JEF United       | 1 - 0          | Keiō Gijuku Daigaku |
| Yokohama Marinos | 4 - 2 (d.t.s.) | Yokohama Flügels    |
| Shimizu S-Pulse  | 4 - 1          | Chūō Bōhan          |

### Quarti di finale
| Squadra 1        | Risultato                     | Squadra 2       |
| ---------------- | ----------------------------- | --------------- |
| Verdy Kawasaki   | 1 - 1 (d.t.s.) 4 - 2 (d.c.r.) | Gamba Osaka     |
| Urawa Reds       | 2 - 1                         | Kashima Antlers |
| Fujita           | 1 - 0                         | JEF United      |
| Yokohama Marinos | 4 - 3                         | Shimizu S-Pulse |

### Semifinali
| Squadra 1        | Risultato                     | Squadra 2  |
| ---------------- | ----------------------------- | ---------- |
| Verdy Kawasaki   | 2 - 2 (d.t.s.) 4 - 3 (d.c.r.) | Urawa Reds |
| Yokohama Marinos | 1 - 0                         | Fujita     |

### Finale
| Arbitro: | Shizuo Takada |

|              |           |                          |
| Nakamura 83’ | Marcatori | 74’ Mizunuma 102’ Kimura |

| Verdy Kawasaki | Yokohama Marinos |

#### Formazioni
| Verdy Kawasaki  |   |                     |  |     |
|                 |   |                     |  |     |
| P               | - | Shinkichi Kikuchi   |  |     |
| D               | - | Kō Ishikawa         |  |     |
| D               | - | Hisashi Katō        |  |     |
| D               | - | Pereira             |  |     |
| D               | - | Satoshi Tsunami     |  |     |
| C               | - | Tetsuji Hashiratani |  |     |
| C               | - | Tadashi Nakamura    |  |     |
| C               | - | Ruy Ramos           |  |     |
| C               | - | Hideki Nagai        |  | 64’ |
| A               | - | Nobuhiro Takeda     |  |     |
| A               | - | Kazuyoshi Miura     |  |     |
| A disposizione: |   |                     |  |     |
| C               | - | Ferreira            |  | 64’ |
| Allenatore:     |   |                     |  |     |
| Pepe            |   |                     |  |     |

| Yokohama Marinos |   |                      |  |     |
|                  |   |                      |  |     |
| P                | - | Shigetatsu Matsunaga |  |     |
| D                | - | Kunio Nagayama       |  |     |
| D                | - | Norio Omura          |  |     |
| D                | - | Masami Ihara         |  |     |
| D                | - | Masaharu Suzuki      |  |     |
| c                | - | Junji Koizumi        |  |     |
| C                | - | Everton Nogueira     |  |     |
| C                | - | Kazushi Kimura       |  |     |
| A                | - | Takahiro Yamada      |  |     |
| C                | - | Takashi Mizunuma     |  |     |
| A                | - | Renato               |  | 90’ |
| A disposizione:  |   |                      |  |     |
| A                | - | Takuya Jinno         |  | 90’ |
| Allenatore:      |   |                      |  |     |
| Hidehiko Shimizu |   |                      |  |     |